# Nicotiana thyrsiflora
Nicotiana thyrsiflora es una especie de la familia Solanaceae conocida por el nombre común de tabaco moro dentro del grupo de tabacos salvajes.

## Distribución
Es nativa de la región La Libertad del Perú; se encuentra distribuida en la zona Amotape-Huancabamba (A-H) que es un área reconocida por su alta biodiversidad y endemismos debido al mosaico de hábitats que posee, limita por el norte con Ecuador (río Jubones en la prov. El Oro y río Zamora en la prov. Zamora) y por el sur con Perú en la parte colindante entre la región La Libertad (río Chicama-Tayabamba) y Ancash (Conchucos).

## Descripción
Es una planta perenne monocárpica y crece principalmente en el bioma tropical montano.

## Taxonomía
Etimología
Nicotiana: nombre genérico que fue dedicado a Jean Nicot, (científico francés del siglo XVI) por Linneo en su Species Plantarum de 1753.
thyrsiflora: epíteto latino que significa "con las flores en un tirso".